# Toomas Heikkinen

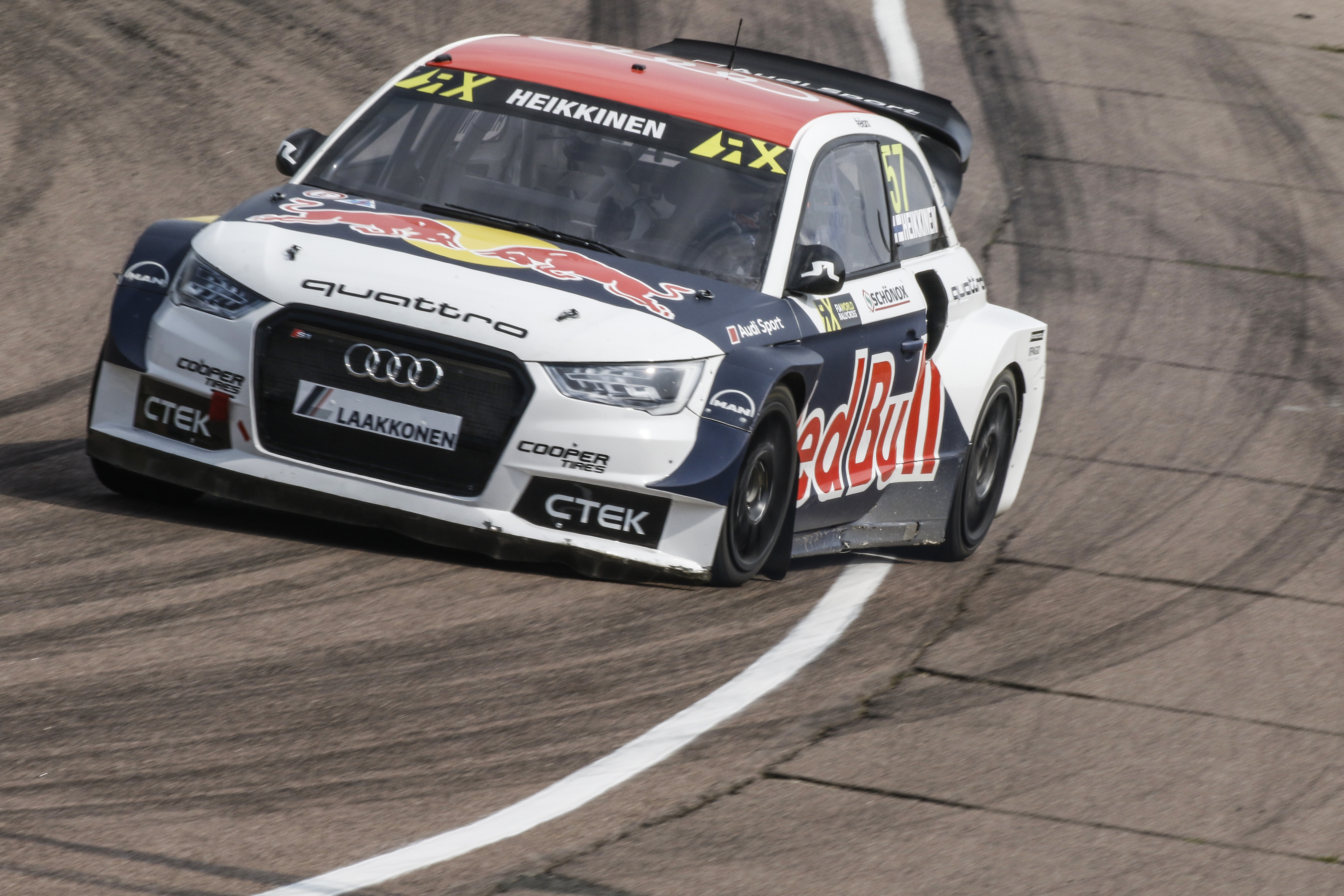
Toomas Heikkinen au volant de l'Audi S1 EKS en 2016

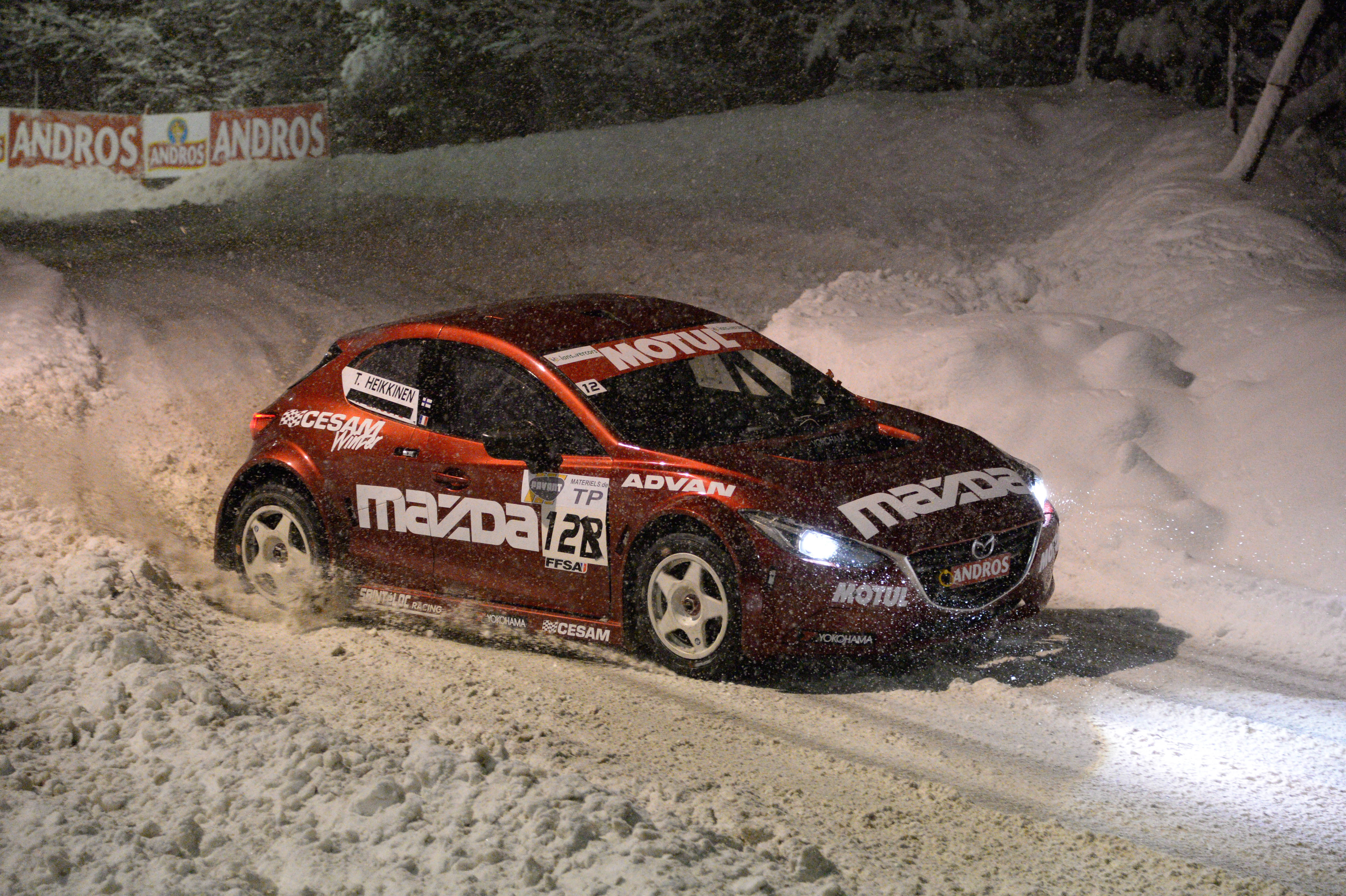
Le Trophée Andros en janvier 2015

Toomas Heikkinen, né le 27 mars 1991 à Joensuu, est un pilote automobile finlandais de rallycross. Vice-champion du monde de rallycross en 2014, il fut ensuite membre de l'équipe EKS Audi Sport lors des saisons 2016 et 2017.

## Biographie
Toomas Heikkinen débute en karting comme beaucoup de pilote avant de passer en Formule Renault 2.0. En 2008, il participe au championnat finlandais de Formule Renault 2.0 et termine troisième derrière Jesse Krohn et Kevin Korjus. L'année suivante, il s'engage Formula Renault 2.0 NEC avec l'écurie Koiranen bros mais ne monte jamais sur un podium. Cette saison est tout de même marquée par deux victoires en Formula Renault 2.0 NEZ sur le circuit de Falkenbergs Motorbana.
C'est à dix-neuf ans en 2010, qu'il choisit une nouvelle orientation avec le Rallycross. Après deux saisons en Championnat d'Europe de rallycross, il part aux États-Unis pour s'engager en Global RallyCross Championship qu'il remporte dès sa deuxième saison devant deux pilotes renommés Tanner Foust et Ken Block. En 2013, il est aussi le vainqueur des X Games Rally devant Tanner Foust et Sverre Isachsen.
La création du Championnat du monde de rallycross lui donne un nouveau challenge à partir de 2014, saison où il devient vice-champion du monde derrière Petter Solberg.
Il prend part au Trophée Andros avec le Saintéloc Racing à partir de 2014 tout d'abord ponctuellement avec une Ford Fiesta puis avec une Mazda 3 en 2015, année où il devient le meilleur rookie de l'année.
Il rejoint l'équipe suédoise de Mattias Ekström EKS en 2016 au volant d'une Audi S1 EKS, et annonce fin 2017 qu'il quitte l'équipe.

## Résultats

### Championnat du monde de rallycross
Supercar
| Année | Équipe              | Voiture         | 1     | 2     | 3      | 4      | 5      | 6     | 7     | 8      | 9     | 10    | 11     | 12     | 13     | WRX | Points |
| ----- | ------------------- | --------------- | ----- | ----- | ------ | ------ | ------ | ----- | ----- | ------ | ----- | ----- | ------ | ------ | ------ | --- | ------ |
| 2014  | Marklund Motorsport | Volkswagen Polo | POR 4 | GBR 4 | NOR 8  | FIN 7  | SUE 8  | BEL 1 | CAN 5 | FRA 10 | ALL 5 | ITA 8 | TUR 3  | ARG 5  |        | 2d  | 221    |
| 2015  | Marklund Motorsport | Volkswagen Polo | POR 8 | HOC 4 | BEL 1  | GBR 15 | ALL 13 | SWE 4 | CAN 2 | NOR 19 | FRA 7 | BAR 8 | TUR 14 | ITA 13 | ARG 13 | 9th | 137    |
| 2016  | EKS Audi Sport      | Audi S1 EKS     | POR 3 | HOC 2 | BEL 16 | GBR 11 | NOR 9  | SUE 9 | CAN 4 | FRA 15 | BAR 9 | LAT 9 | ALL 10 | ARG 3  |        | 7th | 150    |

### Palmarès
- X Games Rally
  - Vainqueur du X Games RallyCross en 2013

- Global RallyCross Championship
  - Champion en 2013[6]

- Championnat du monde de rallycross
  - Vice-champion en 2014[7]
  - Vainqueur de l'épreuve World RX of Belgium en 2014 et en 2015

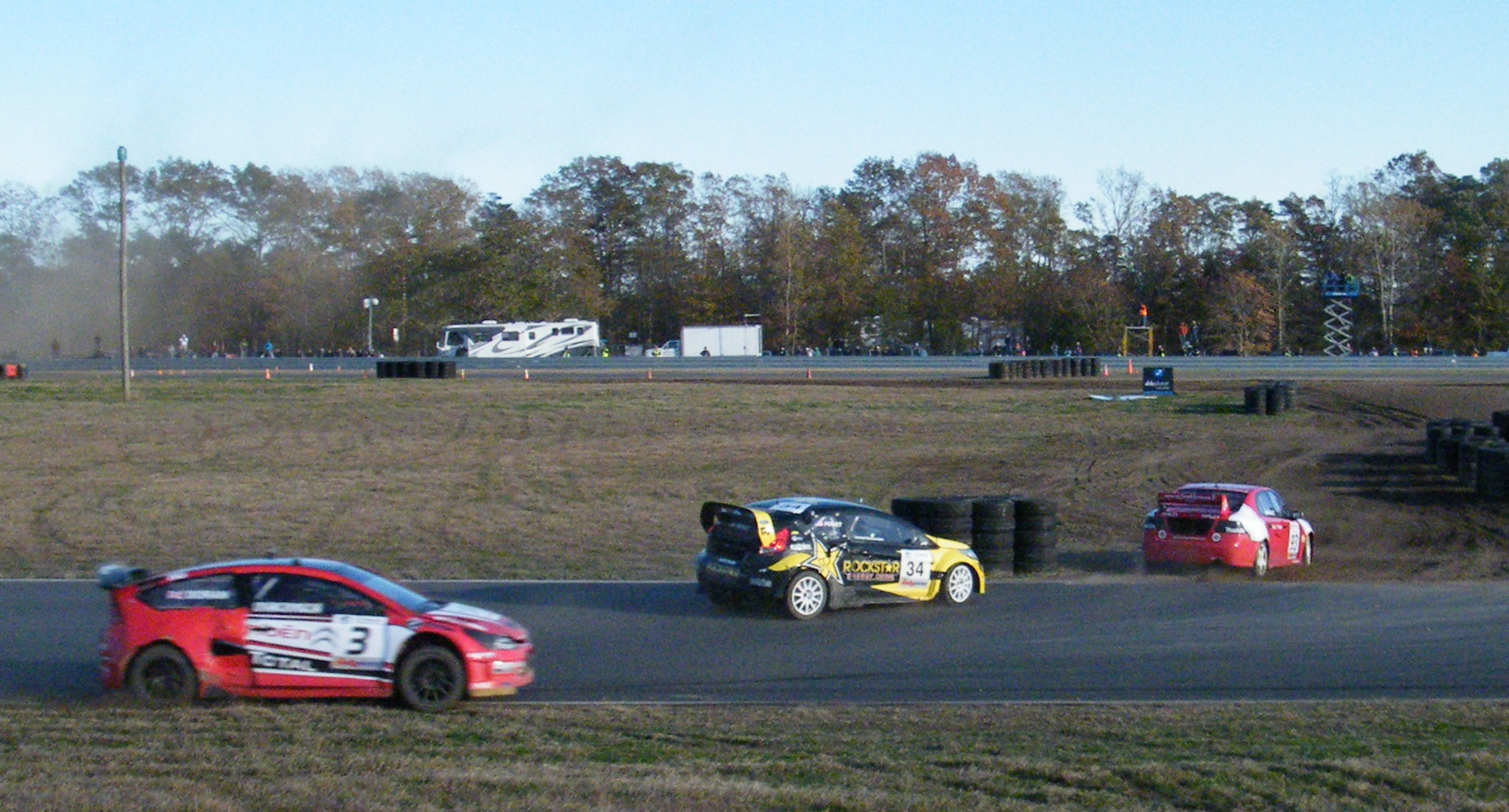
New Jersey 2010
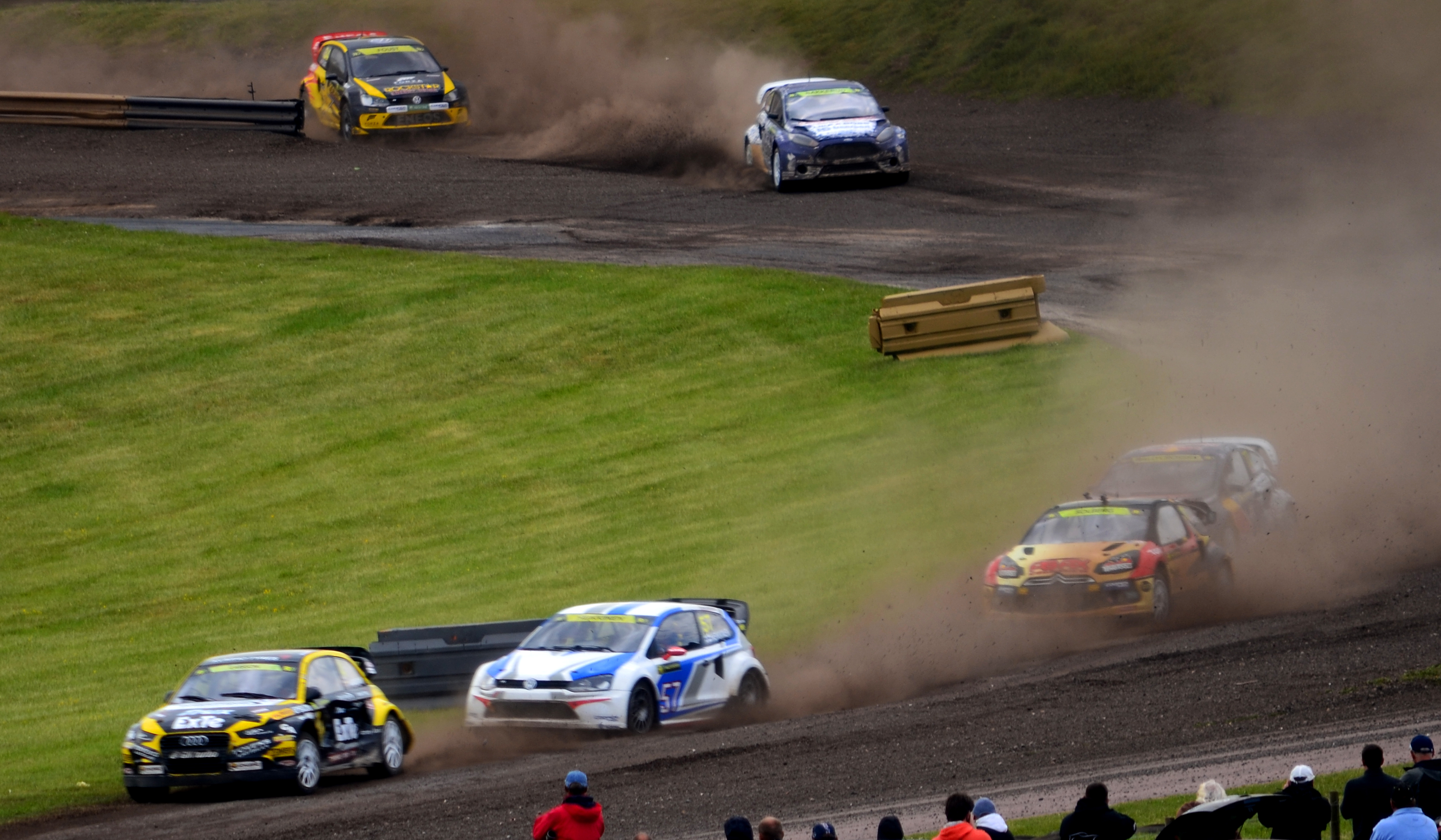
Finale de Lydden Hill 2014
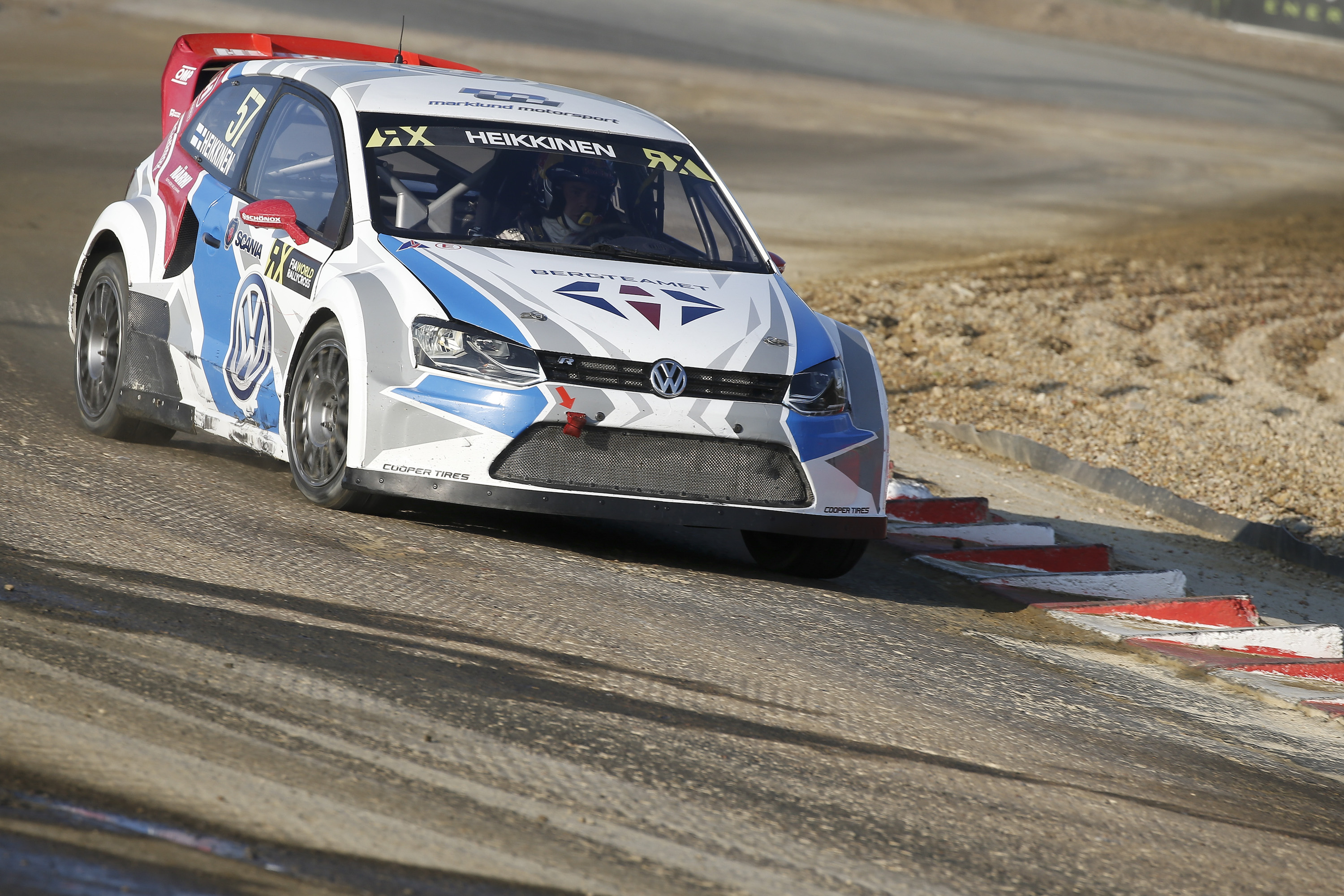
La Volkswagen Polo en 2015
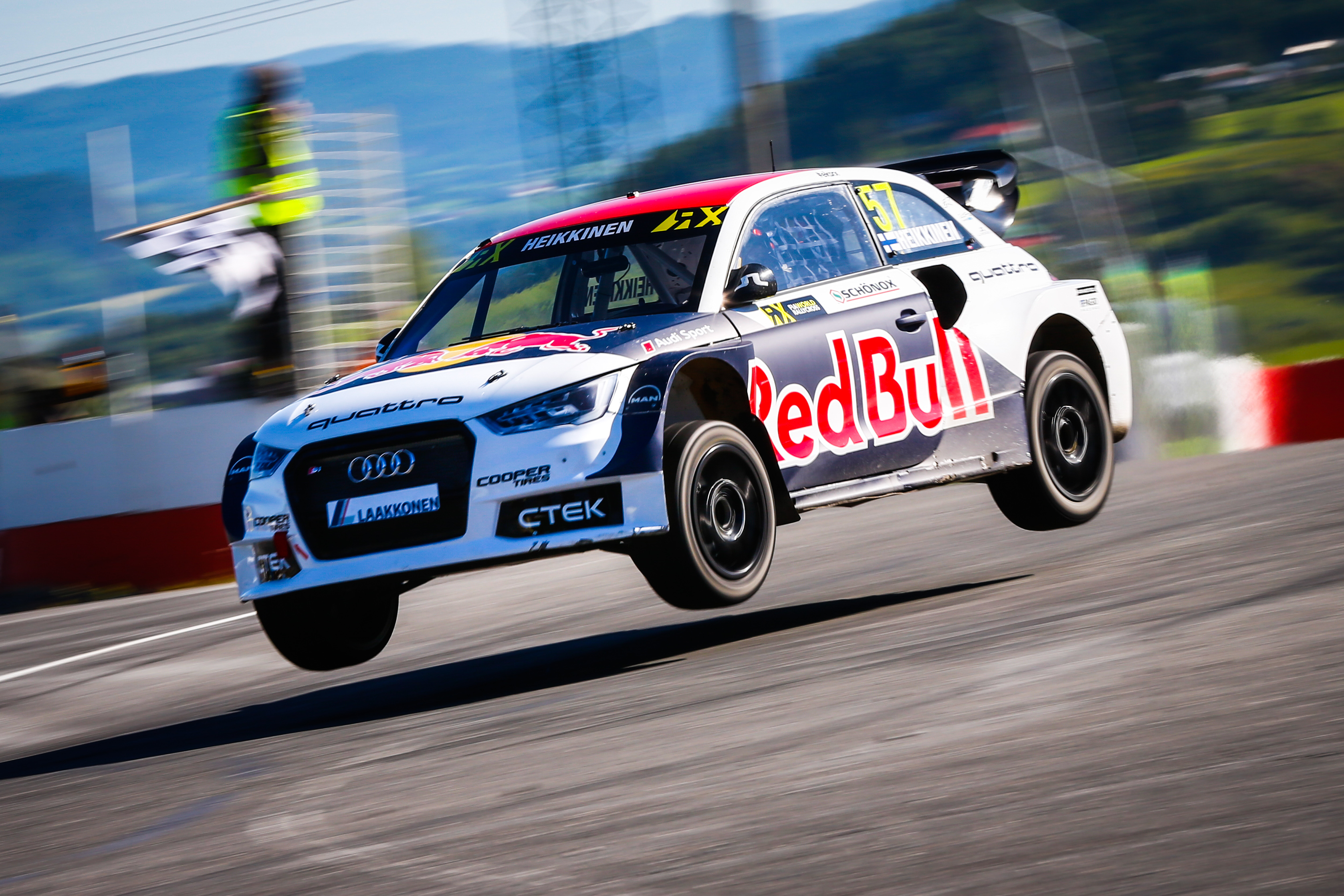
L'Audi S1 EKS
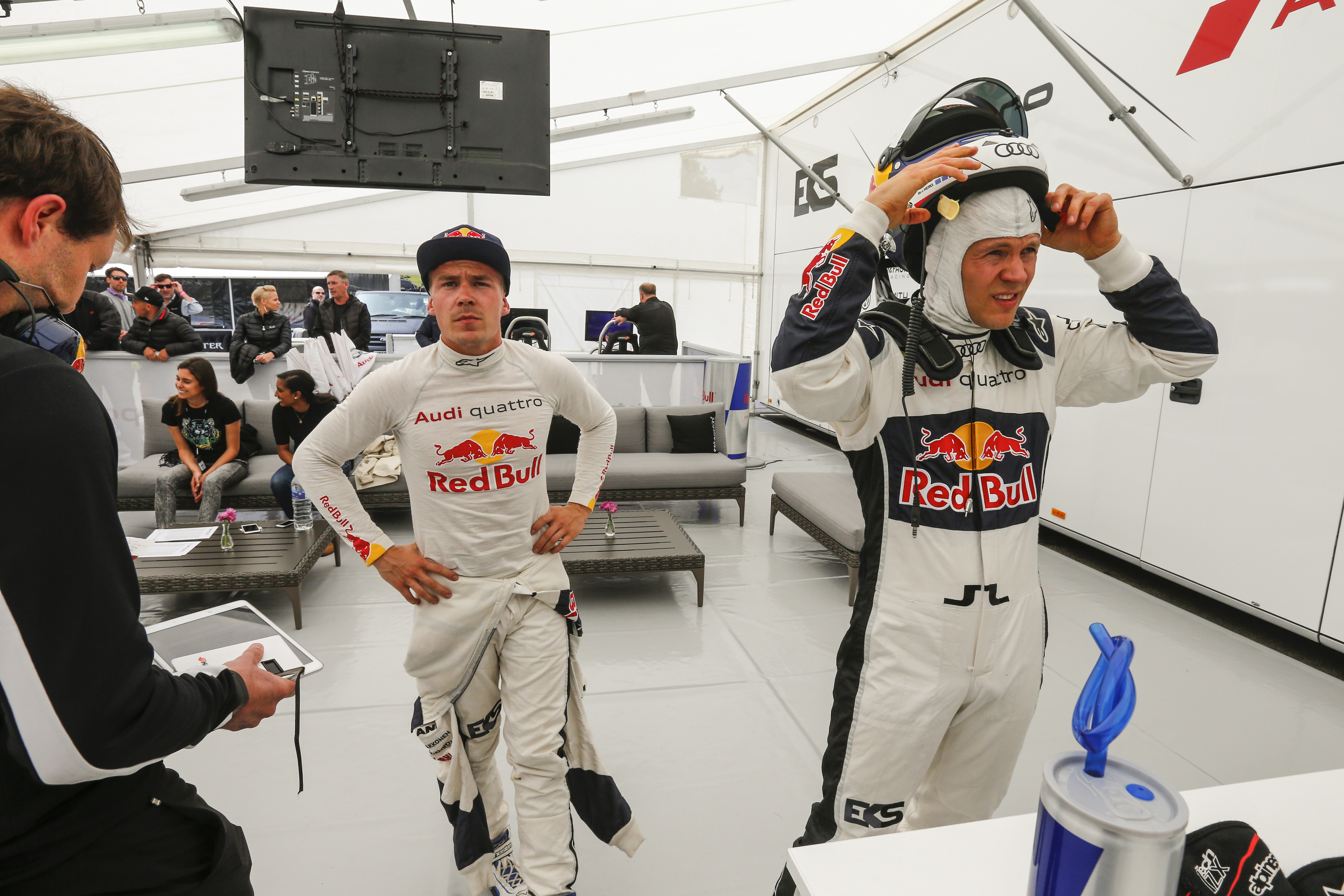
L'équipe EKS Audi Sport